# Parachydaeopsis laosica
Parachydaeopsis laosica är en skalbaggsart som beskrevs av Stefan von Breuning 1968. Parachydaeopsis laosica ingår i släktet Parachydaeopsis och familjen långhorningar.
Artens utbredningsområde är Laos. Inga underarter finns listade i Catalogue of Life.